# Schlegelsberg (Markt Erkheim)
Schlegelsberg is een plaats in de Duitse gemeente Erkheim, deelstaat Beieren, en telt 500 inwoners.